# اس‌اس گرین ماونتین استیت (تی-ای‌سی‌اس-۹)
اس‌اس گرین ماونتین استیت (تی-ای‌سی‌اس-۹) (به انگلیسی: SS Green Mountain State (T-ACS-9)) یک کشتی است که طول آن ۶۶۸ فوت ۵ اینچ (۲۰۳٫۷۳ متر) می‌باشد. این کشتی در سال ۱۹۶۴ ساخته شد.